# Schillerplatz (Dresden)
Der Blasewitzer Schillerplatz ist ein historischer Dorfanger sowie ein außerhalb der Innenstadt gelegener Verkehrsknotenpunkt in Dresden. Das Areal um den nach Friedrich Schiller benannten Platz gilt heute als Ortsteilzentrum von Blasewitz.
Die Stadt Dresden hat einen weiteren Schillerplatz in der im Jahr 1999 eingemeindeten Ortschaft Langebrück.

## Lage und Verkehr
Der Platz liegt an der südlichen Auffahrt zum Blauen Wunder (offiziell Loschwitzer Brücke) unweit des Waldparks im Stadtteil Blasewitz. Mehrere Hauptstraßen verlaufen von hier in Richtung Altstadt sowie in die benachbarten Stadtteile im Dresdner Südosten.
Westlich benachbart zum Schillerplatz befindet sich in der Loschwitzer Straße eine Zentralhaltestelle, die in Dresden der wichtigste ÖPNV-Umsteigepunkt außerhalb des Stadtzentrums ist. Hier treffen ohne Individualverkehr die Straßenbahnlinien 6 und 12, die Stadtbusse 61, 63 und 65 sowie die kombinierte Stadt-/Regionalbuslinie 84/521 aufeinander. Die meisten der Buslinien überqueren das Blaue Wunder. Die ehemalige Straßenbahnstrecke über die Elbe nach Pillnitz wurde hingegen 1985 stillgelegt, um die Brücke zu entlasten.
An seinem flussseitigen Ende tangiert der Elberadweg den Schillerplatz und in wenigen Metern Entfernung befindet sich die Station Blasewitz der Sächsischen Dampfschiffahrt.

## Geschichte

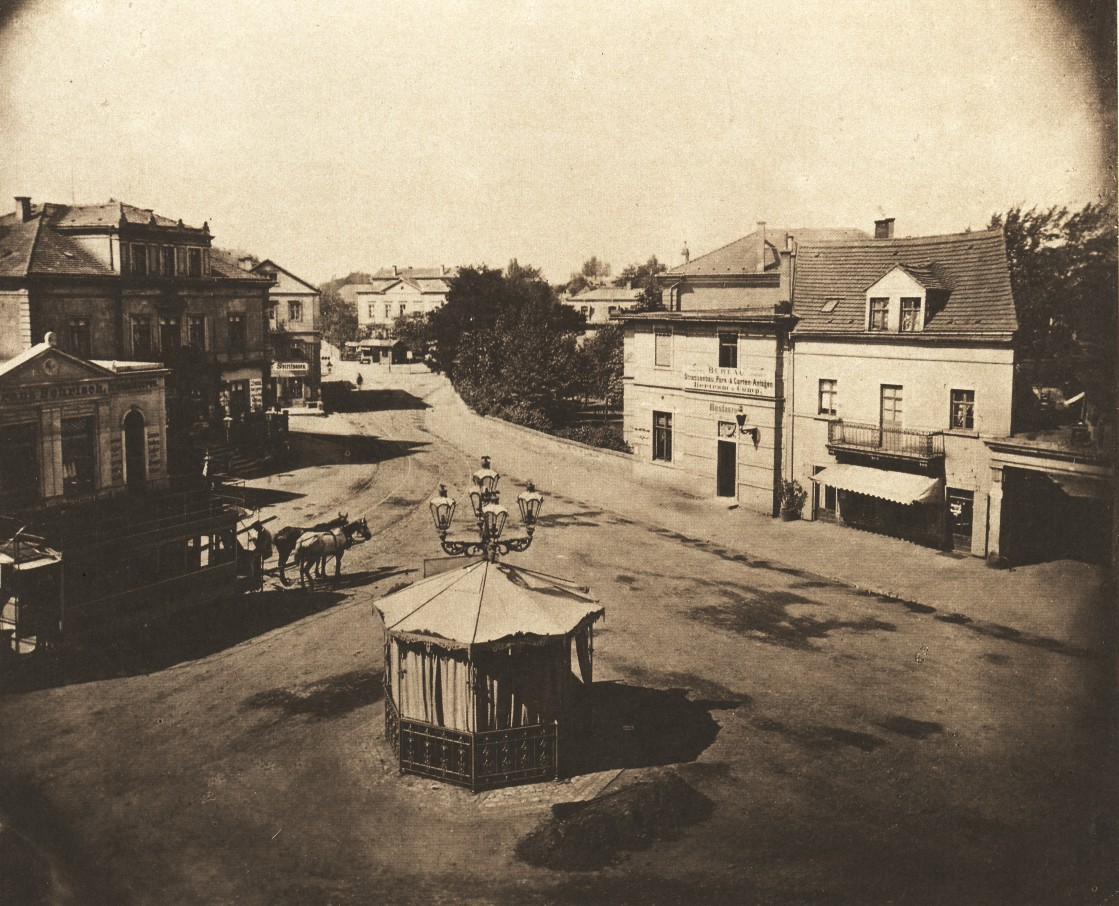
Der Schillerplatz um 1880 auf einer Fotografie von August Kotzsch

Ausgrabungen haben gezeigt, dass bereits im 6. Jahrhundert ein Fischerdorf im Halbkreis um den heutigen Platz gegründet wurde.
Seine heutige städtebauliche Gestaltung erhielt der Schillerplatz im 19. Jahrhundert mit dem Aufstieg von Blasewitz als Villenvorort Dresdens. Der Platz hatte vorher schon Bedeutung als Zugang zu Fähren, die einen Übergang zur anderen Elbseite ermöglichten. Von dort führte eine Handelsstraße über den Loschwitzgrund in die Oberlausitz. Der Schillerplatz ging aus diesem Rundweiler des Dorfs Blasewitz hervor.
Die Benennung nach Schiller erfolgt wegen der Erwähnung von Johanne Justine Renner, die in einer Gastwirtschaft am Platz (dem heutigen Schillergarten) Schiller bediente und in Wallensteins Lager einen Auftritt erhielt.
Bis 1921 blieb der Schillerplatz Zentrum des Vororts, der mittlerweile vollständig von Dresden umgeben war. Blasewitz war vor allem von wohlhabenden und einflussreichen Dresdnern bewohnt, die die niedrigeren Steuern in Blasewitz bevorzugten. Durch die Zerstörung der Dresdner Innenstadt 1945 übernahm der Platz in den ersten Jahren nach dem Krieg neben erhaltenen Stadtteilzentren in Löbtau und der Neustadt Aufgaben der Innenstadt in Teilfunktion.
Diese Teilfunktion hat sich bis in die Gegenwart erhalten. Am Schillerplatz kreuzen sich zwei Einkaufsstraßen mit überdurchschnittlich vielen Bankfilialen, vielen Läden und einem Multiplexkino. Neben sechs Banken haben sich rund 105 Geschäfte und Dienstleister in den Gründerzeithäusern an und um den Schillerplatz angesiedelt. In unmittelbarer Nachbarschaft befinden sich zudem das Stadtbezirksamt des Stadtbezirksamts Blasewitz sowie ein umfangreiches Ärztehaus.
Beim Elbhochwasser im August 2002 standen alle tiefer gelegenen Flächen des Schillerplatzes sowie deren Bebauung unter Wasser, für eine vollständige Überflutung liegt der Platz aber trotz absoluter Nähe zur Elbe zu hoch.
Am 10. November 2009 wurde auf dem Platz anlässlich des 250. Geburtstags von Friedrich Schiller eine Schillerlinde eingeweiht. Im 20. Jahrhundert hatte es im Schillergarten zwei gleichnamige Dresdner Gedenkbäume gegeben, die jedoch beide nicht mehr bestehen.

## Bebauung

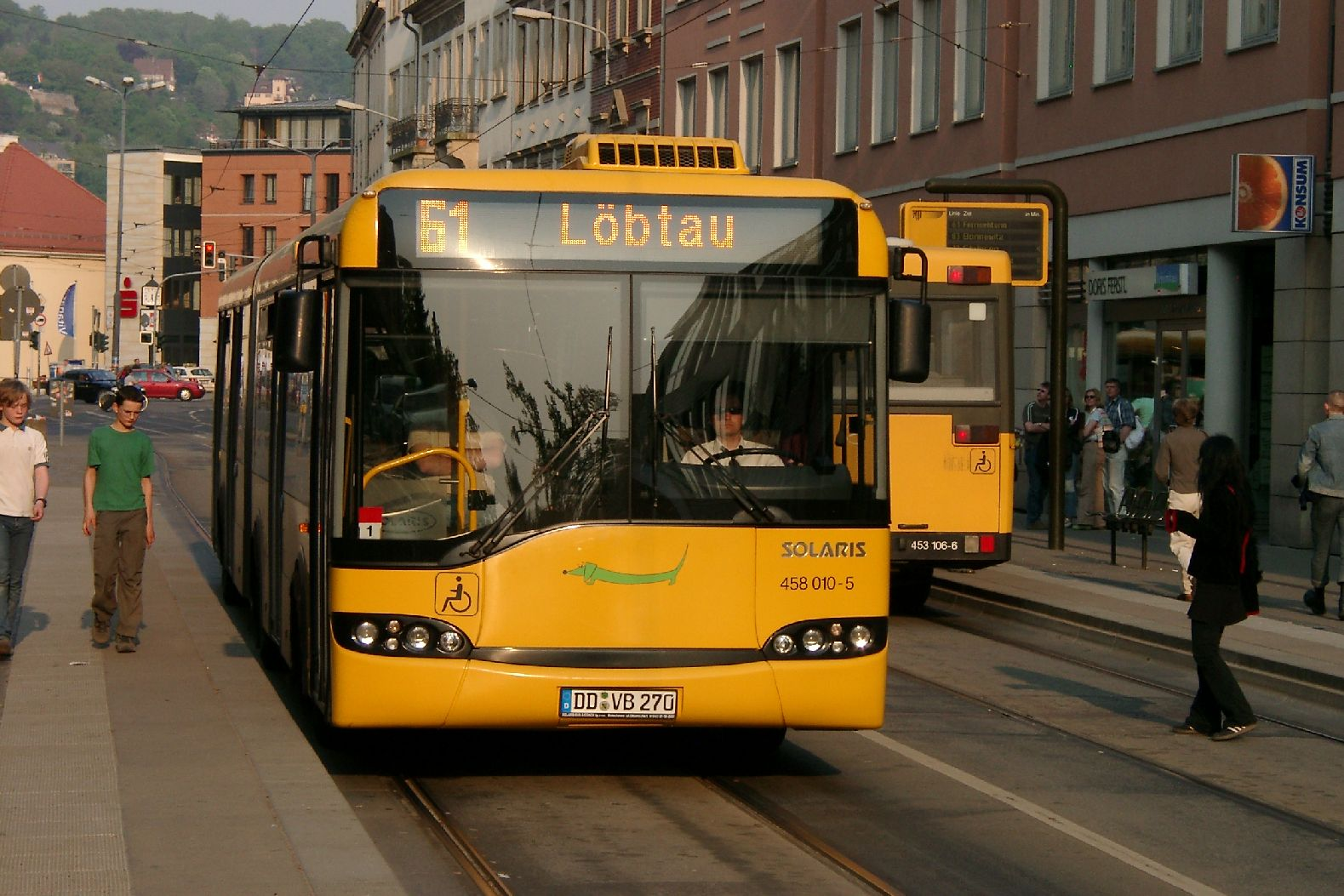
Haltestelle Schillerplatz

Der Schillerplatz wurde im Zweiten Weltkrieg nur unwesentlich beschädigt und so überstand die Bebauung bis in die Gegenwart. Diese ist vor allem von der Gründerzeit geprägt und ist in geschlossener Bauweise die dichteste Bebauung in Blasewitz. Schon wenige Meter in den Nebenstraßen beginnt die für Blasewitz typischere Einzelbebauung mit „Stadtvillen“. In den Häuserzeilen am Schillerplatz befinden sich Läden. Als Beispiel für die Wandlung eines Fischerdorfs zum Zentrum von „Suburbanisierung“ des 19. Jahrhunderts und durch die technische Bebauung (Auffahrt des Blauen Wunders) war der Schillerplatz von 2004 bis zur Aberkennung des Welterbe-Titels 2009 Teil des Weltkulturerbes Dresdner Elbtal. Einmalig an dem Platz ist auch die Beachtung der Sichtbeziehung zu den Elbhängen auf der anderen Elbseite und deren Bebauung insbesondere der Schwebebahn.
An dem der Elbe zu abfallenden Teil des Platzes befindet sich die historische „Fleischersche Schenke“, die jetzt als Schillergarten bekannt ist. Daneben befinden sich noch weitere dörfliche Gebäude, die an die ursprüngliche Nutzung des Platzes erinnern. Das Geburtshaus des Malers Woldemar Hottenroth befindet sich am Schillerplatz Nr. 10.
Seit Mitte der 1990er Jahre wurden vorhandene Lücken durch moderne Geschäftsgebäude geschlossen und das Einkaufszentrum Schillergalerie (Eröffnung im Dezember 2000) gebaut. Auch die Errichtung der zentralen Haltestelle Schillerplatz (fertiggestellt im Juni 2001) hat den Charakter des Platzes verändert. Bei der Bebauung des letzten freien Grundstücks im Bereich der Zentralhaltestelle wurden die Baumaterialien aufwendig mittels Turmkran von einem nahegelegenen Ausweichgrundstück über die geschlossene rückseitige Bebauung herbeigeschafft, um die zeitweilige Schließung der Haltestelle (und somit einen Rückgang der Laufkundschaft) zu vermeiden.